# جورج د. هاي
جورج د. هاي (بالإنجليزية: George D. Hay)‏ هو كاتب أغاني وصحفي أمريكي، ولد في 9 نوفمبر 1895 في إنديانا في الولايات المتحدة، وتوفي في 8 مايو 1968 في فرجينيا بيتش في الولايات المتحدة.

## وصلات خارجية
- جورج د. هاي على موقع IMDb (الإنجليزية)
- جورج د. هاي على موقع الموسوعة البريطانية (الإنجليزية)
- جورج د. هاي على موقع ميوزك برينز (الإنجليزية)
- جورج د. هاي على موقع أول ميوزيك (الإنجليزية)
- جورج د. هاي على موقع قاعدة بيانات الفيلم (الإنجليزية)